# Serendipität

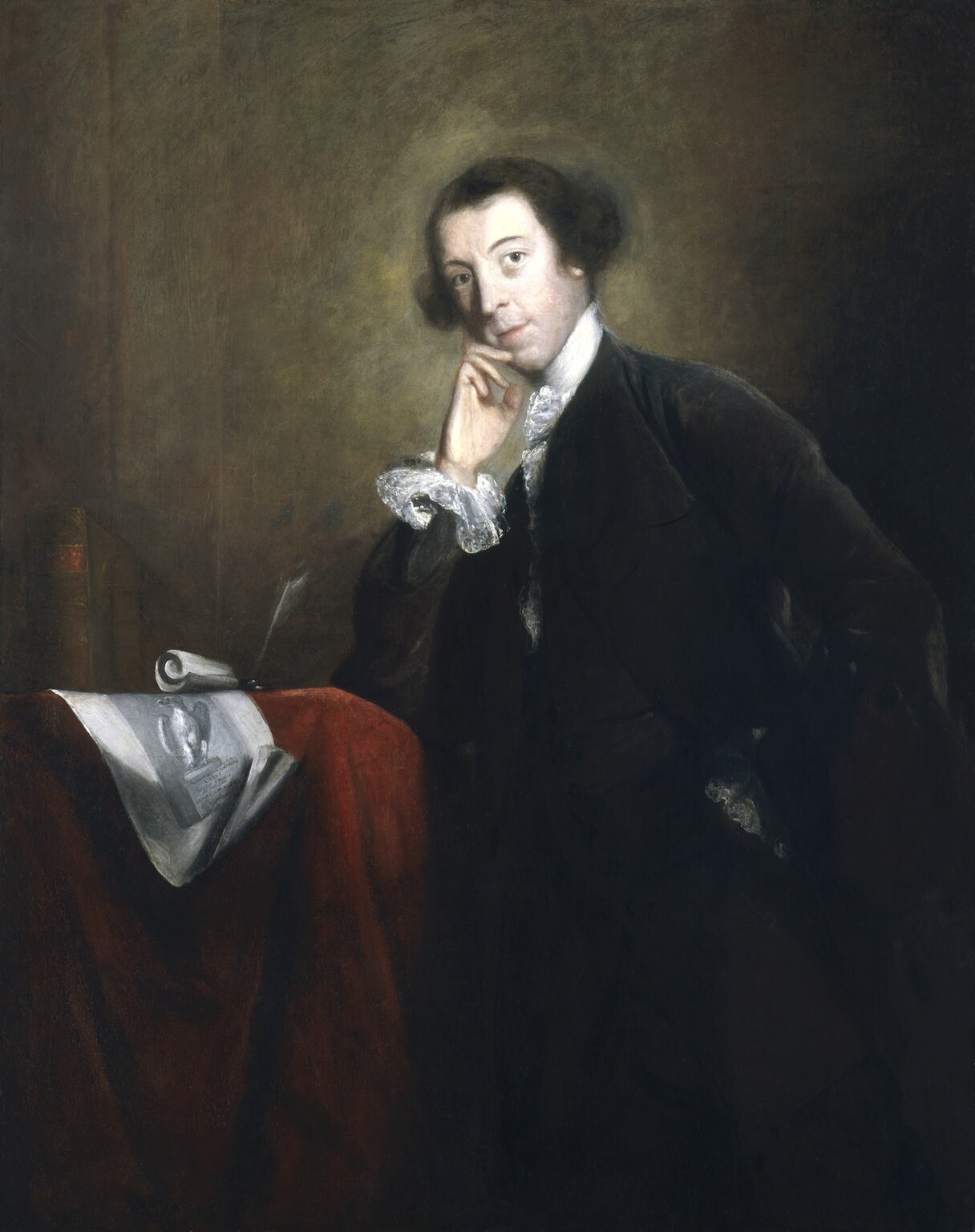
Horace Walpole von Joshua Reynolds

Serendipität oder Serendipity (zu englisch serendipity), gelegentlich auch Serendipitätsprinzip oder Serendipity-Prinzip, bezeichnet eine zufällige Beobachtung von etwas ursprünglich nicht Gesuchtem, das sich als neue und positiv überraschende Entdeckung erweist. Serendipität betont eine über einen Zufallsfund hinausgehende intelligente Schlussfolgerung bzw. Findigkeit in Form einer Bereitschaft, den Zufall zu erkennen und ihn dann zu nutzen. Den Begriff prägte Horace Walpole nach dem persischen Märchen Die drei Prinzen von Serendip für die glücklichen Umstände einer unerwarteten Entdeckung in seiner Bibliothek im Jahr 1754.

## Definition
Robert K. Merton beschrieb das Serendipitätsmuster ("serendipity pattern") für die Soziologie der Wissenschaften in seinem Buch Social Theory and Social Structure. Er verallgemeinert die Erfahrung, dass der Anlass für die Entwicklung einer neuen Theorie oder die Erweiterung einer bestehenden die Beobachtung eines unerwarteten, ungewöhnlichen und fundamentalen Befundes ist.
- Die abweichende Beobachtung ist unvorhergesehen. Eine Untersuchung, die auf die Prüfung einer Hypothese abzielt, ergibt ein zufälliges Nebenprodukt. Eine unerwartete Wahrnehmung bezieht sich auf Theorien, die zu Beginn der Untersuchung nicht Teil der Fragestellung waren.
- Die Beobachtung ist anormal und überraschend, weil sie entweder mit der vorherrschenden Theorie oder mit anderen feststehenden Fakten unvereinbar zu sein scheint. Die scheinbare Unstimmigkeit erweckt die Neugier, sie regt dazu an, den Daten einen Sinn zu geben und in einen breiteren Wissensrahmen einzupassen.
- Die beobachtete Tatsache muss fundamental sein, d. h. sie muss Schlussfolgerungen zulassen, die sich auf eine verallgemeinerte Theorie beziehen. Dies setzt einen für Theorien sensibilisierten Beobachter voraus, um das Allgemeine im Besonderen zu erkennen.[7]

Serendipität als „aktives Glück“, als Zusammenspiel von Zufall und menschlichem Handeln wird von Christian Busch als entscheidend für den Erfolg angesehen. Es geht nicht um „blindes Glück“, z. B. wenn man in eine wohlhabende Familie hineingeboren wird, sondern um die aktive Nutzung von sich ungeplant auftuenden Chancen. Busch nennt drei Bedingungen, damit Serendipity entstehen kann:
- Handlungsfähigkeit: Die Fähigkeit, unerwartete Gelegenheiten zu erkennen und zu nutzen.
- Überraschung: Das Auftreten eines ungeplanten Ereignisses oder einer ungeplanten Entdeckung.
- Nutzen: Die Schaffung von sinnvollen Ergebnissen aus dem Unerwarteten.[9]

Nach Busch gibt es auch andere Definitionen, die meisten davon verstehen das Phänomen aber als Zusammenspiel von Zufall und menschlichem Handeln. Es geht darum, zu sehen, was andere nicht sehen, zufällige Beobachtungen bewusst wahrzunehmen und sie in Möglichkeiten zu verwandeln.
Dass Serendipität ein Prozess ist, bei dem jeder Bereich im Leben gefördert werden kann, begründet Busch so: Der Auslöser (etwas Unerwartetes oder Ungewöhnliches) wird mit etwas anderem assoziativ verknüpft, der potentielle Wert wird erkannt. Entscheidend ist, dass das Ergebnis (Erkenntnis, Innovation, neue Art etwas zu tun oder Lösung für ein Problem) nicht das ist, was man erwartet hat. Ein zufälliges Ereignis sei wichtig – die Person muss in der Lage sein, die Zufallsfunde zu verstehen und etwas aus ihnen zu machen. Dabei ist auch Ausdauer nötig, weil es Hemmnisse auf diesem Weg geben kann. Merton stellte auch Überlegungen an, wie die Häufigkeit von Zufallsfunden bewusst zu erhöhen ist, ob z. B. bestimmte soziokognitive Mikromilieus die Wahrscheinlichkeit von wissenschaftlichen Entdeckungen anheben können. Centers for Advanced Studies, in denen Gelehrte unterschiedlichster Disziplinen für einen bestimmten Zeitraum zusammen arbeiten und leben, können ein solches Umfeld bieten,  das leicht Serendipity-Effekte hervorbringt.:8
Ein Bonmot gibt wieder, was Serendipität ausdrückt: „Es ist, als würde man in einen Heuhaufen springen, um die berühmte Nadel zu finden, und mit der Tochter (oder dem Sohn) des Bauern herauskriechen.“ Es geht um die Fähigkeit, wichtige Zusammenhänge zu entdecken, auch wenn man nicht direkt danach gesucht hatte. Oft ist hiermit ein gescheiterter Plan verbunden, der durch etwas Ungeplantes andere positive Resultate abwirft. Dabei betont der von Louis Pasteur geprägte Satz  „Der Zufall begünstigt den vorbereiteten Geist.“ die Empfänglichkeit durch aktive Mitwirkung.

### Abgrenzung
Ein Zufallsfund entsteht in verschiedensten Bereichen, z. B. in der Wissenschaft, wenn bei der Durchführung einer Studie, eines Experiments oder einer Untersuchung etwas entdeckt wird, das außerhalb der ursprünglichen Fragestellung oder Zielsetzung liegt. Die weiter gefasste Redewendung vom glücklichen Zufall ist ähnlich, aber ebenfalls nicht identisch mit Serendipität, die eine darüber hinausgehende intelligente Schlussfolgerung oder Findigkeit betont: man muss bereit sein, den Zufall zu erkennen und ihn dann zu nutzen. Zufall ist ein einzelner Moment, das Serendipitätsprinzip benötigt eine mehrstufige Entwicklung. Die Definition eines Zufallsfundes ähnelt der ersten Phase des Merton'schen Serendipitätsmusters, der sich weitere Schritte anschließen müssen, wenn es sich vollständig entwickeln soll.
Der Begriff Serendipität ist polysemisch: es könne ebenso gut ein Phänomen, eine Erfahrung, eine Fähigkeit, ein Fund, eine Wirkung, eine Inzidenz oder eine Gelegenheit sein.

### Verwandte Begriffe
Der Schriftsteller William Boyd prägte in seinem Roman Armadillo 1999 den Begriff Zemblanity für das Gegenteil von Serendipity: „unglückliche und erwartete Entdeckungen, die absichtlich gemacht werden“. Die Ableitung des Namens stammt wahrscheinlich von Novaja Zemlja, einer (Doppel-)Insel wie Serendip, einem kargen Archipel im Nordpolarmeer, wo von 1955 bis 1990 russische Kernwaffentests stattfanden.
Bahramdipity leitet sich von Bahram Gur ab, der als herrischer König in Die drei Prinzen von Serendip auftritt. Es beschreibt die Unterdrückung zufälliger Entdeckungen oder Forschungsergebnisse durch mächtige Personen und stammt von Toby J. Sommer.

## Begriffsgeschichte
Erstmals verwendete der britische Autor Horace Walpole, 4. Earl of Orford (1717–1797), den Begriff in einem Brief vom 28. Januar 1754 an seinen in Florenz lebenden Freund Horace Mann und sprach 'von einem unvermuteten glücklichen Fund eines bestimmten Wappens in einem alten Buch'. Dieses Phänomen nannte er in Anlehnung an ein Märchen „Serendipity“, weil auch dort drei Prinzen durch Zufälle und Gewitztheit Dinge entdeckten, die sie nicht gesucht hatten.
Das Märchen „Drei Prinzen aus Serendip“ des persischen Dichters Amir Khusrau (1253–1325) tauchte in Europa erstmals im 16. Jahrhundert in Übersetzungen auf. Christoforo Armeno verfasste 1557 eine italienische Fassung Peregrinaggio di tre giovani figliuoli del Re di Serendippo, die unter dem Namen The Peregrination of Three Young Sons of the King of Serendip von Mark van Roode ins Englische übersetzt wurde. Serendip bzw. سرنديب / Sarandīb ist dabei eine alte, von arabischen Händlern geprägte Bezeichnung für Ceylon, das heutige Sri Lanka, und hat ihre Wurzeln im alten Sanskrit-Namen der Insel Simhaladvipa. Drei Prinzen wurden vom König zwecks Vorbereitung auf ihr Amt auf Wanderschaft geschickt, wo sie viele unerwartete Entdeckungen machten. Sie verbanden einzelne Beobachtungen, die sie nicht aktiv angestellt hatten, zu sinnvollen Schlussfolgerungen. Es existieren weitere Nacherzählungen, wie z. B. die von Richard Boyle.

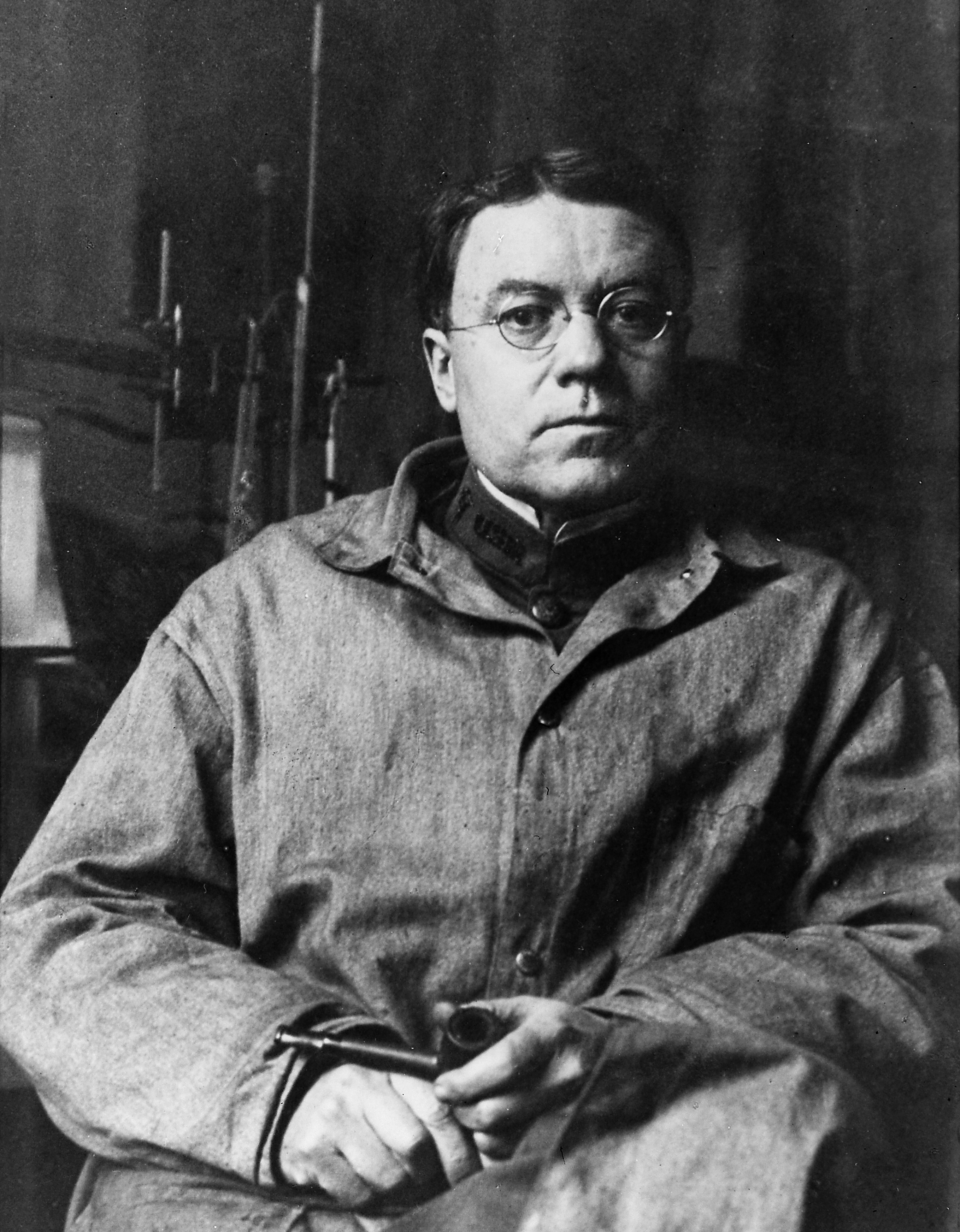
Sir Walter Bradford Cannon

Das Wort wurde von der literarischen in die wissenschaftlich Welt in den 1940er Jahren übernommen. Der Physiologe Walter Bradford Cannon (1871–1945) betitelte 1945 ein Kapitel seines Buches The Way of an Investigator mit Gains from Serendipity (Gewinne durch Serendipity) als Erfahrungsbericht aus der medizinischen Forschung und gibt folgende Definition: „die erfreuliche Gabe oder das Glück, unvorhergesehene Beweise für die eigenen Ideen zu finden, oder überraschend auf neue Objekte oder Beziehungen zu stoßen, ohne sie gesucht zu haben.“ Cannon sieht die biblische Geschichte von Saul als frühesten Bericht über eine glückliche Fügung, die er kenne. Saul sollte für seinen Vater verlorengegangene Esel finden und wandte sich an Samuel, einen Propheten, weil er sie trotz tagelanger Suche nicht finden konnte. Samuel sagte, er solle sich nicht weiter um die Esel kümmern, weil sie gefunden worden seien. Saul solle wissen, dass er auserwählt sei, über alle Stämme von Israel als König zu herrschen. So erlangte der junge Mann, der das Ziel hatte, verlaufene Esel zu finden, die Königswürde.

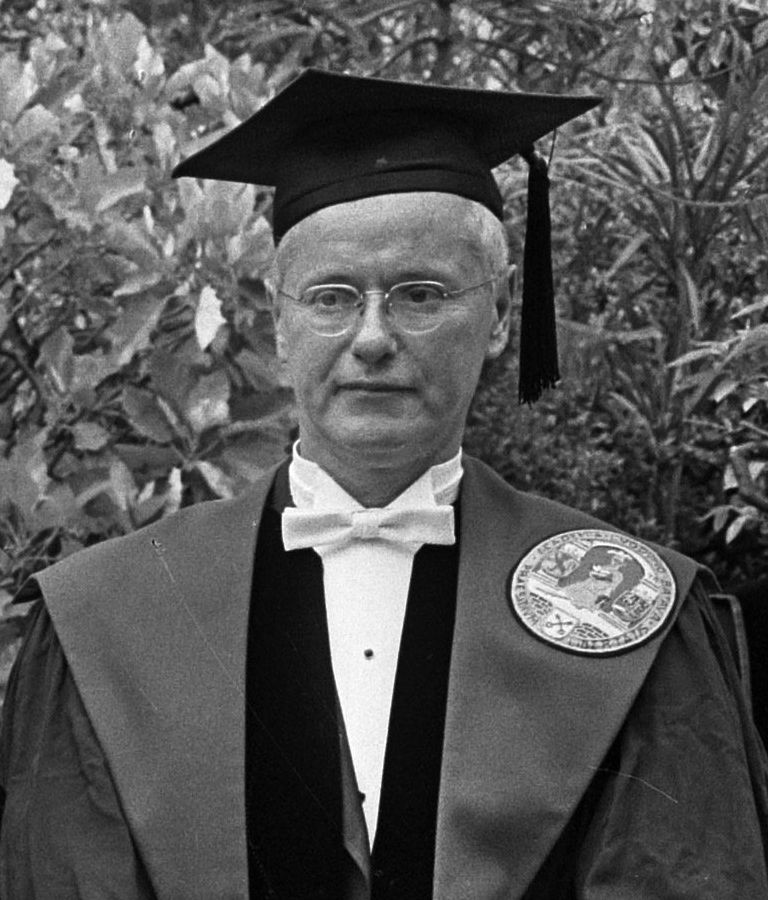
Robert King Merton 1965

Die Arbeiten des US-amerikanischen Soziologen Robert K. Merton (1910–2003) tragen maßgeblich zur Verbreitung des Begriffes in wissenschaftlichen Kreisen bei. Er stieß nach eigenen Angaben 1933 erstmals im Oxford English Dictionary auf den Begriff Serendipity. In der Zeit der Großen Depression, während des National Banking Holiday hatte Merton das mehrbändige Wörterbuch auf Kredit erworben, »my serendipitous acquisition«, wie er diesen zu Studienzeiten kostspieligen Kauf bezeichnete. 1945 schrieb er in einem Fachaufsatz, dass ein Befund, der bei der Studienkonzeption nicht erwartet wurde, neue Ansätze für eine systematische Erkundung des Untersuchungsobjektes liefern könne, auch wenn dieser noch nicht in eine allgemeingültige Theorie integriert sei. Eine ergiebige empirische Forschung prüfe nicht nur theoretisch abgeleitete Hypothesen, sondern bringe auch neue Hypothesen hervor. Dies könne man als die Serendipitätskomponente der Forschung bezeichnen, d. h. das Finden aussagekräftiger Ergebnisse, nach denen nicht gesucht wurde, durch Zufall oder Scharfsinn. 1949 stellte er das Konzept des serendipity pattern (Serendipitätsmuster) im Rahmen der empirischen Forschung in seinem Werk Social Theory and Social Structure erstmals vor – als Beobachtung eines unvorhergesehenen, anomalen und strategischen Faktums, das Anlass zur Entwicklung einer neuen Theorie gibt. Merton wies in diesem Buch auch darauf hin, dass Cannon in seinem Buch von 1945 (s. o.) den Begriff ebenfalls benutzte und in dem Buchkapitel zahlreiche Beispiele für Serendipität in verschiedenen wissenschaftlichen Disziplinen anführte. Nach Riccardo Campa verfasste Merton gemeinsam mit Elinor G. Barber (1924–1999) ein Manuskript, was er 1958 vollendete, aber das unveröffentlicht blieb. Er erwähnte es mehrfach – auch in seinem Werk On the Shoulder of Giants (1965). Nach Barbers Tod wurde das Manuskript zunächst auf Italienisch 2002 publiziert und nach Merton Tod erschien 2004 auch die englischsprachige Version unter dem Titel The Travels and Adventures of Serendipity: A Study in Sociological Semantics and the Sociology of Science.
Die Google Books N-Gramme (Stand 2022) zeigen im englischen Korpus seit Ende der 50er Jahre eine verstärkte Beschäftigung mit dem Thema Serendipity in der Literatur an, die seitdem stetig intensiver geworden ist. Ein Champagner-Cocktail, der Mitte der 90er Jahre im Pariser Ritz kreiert wurde, trägt den Namen Serendipity und zeigt die Diffusion des Begriffs auch außerhalb der Wissenschaft; ähnliches gilt für die publikumswirksame Verbreitung im Film und Fernsehen.

### Deutscher Sprachraum
Mittlerweile hat im Deutschen Serendipität als Lehnwort Eingang in den Wortschatz des Duden gefunden. Weiterhin wird nach wie vor der Internationalismus Serendipity im Deutschen verwendet, im DWDS-Zeitungskorpus liegen beide Worte praktisch gleichauf. Auch die N-Gramme aus dem deutschen Korpus von Google Books zeigen mit Stand 2022, dass Serendipity noch am häufigsten, aber abnehmend zugunsten Serendipität benutzt wird. Christian Philipp Nixdorf setzt sich 2024 mit der Begriffsgeschichte auseinander und gibt eine genauere Definition, welche über den Zufall hinaus die Notwendigkeit betont, aktiv zu werden, die sich bietende Chance zu ergreifen und auszuschöpfen. 2016 wurde in einer Glosse noch die Hoffnung ausgedrückt, dass sich Serendipität als schwermütige Übersetzung hoffentlich niemals durchsetzen wird.

## Typen von Serendipität
Christian Busch unterscheidet drei Typen von Serendipity, die bezüglich der anfänglichen Absicht „Hat man bereits nach etwas gesucht?“ und des finalen Resultats „Hat man das Gesuchte gefunden oder gar etwas anderes?“ differenzieren. Eine unerwartete Wahrnehmung dient in alle Fällen als Auslöser.
- Ein unerwarteter Weg zur Lösung des Problems, das wir lösen wollten (Archimedes-Serendipity): Archimedes sollte herausfinden, ob eine Krone ganz aus Gold sei oder mit Silber vermischt. Die Krone hatte das richtige Gewicht. In einem öffentlichen Bad stellte er fest, dass der Wasserspiegel anstieg, als er hineinstieg. Das bewegte Wasservolumen ist gleich dem eines untergetauchten Körpers. Ist die Krone nicht aus reinem Gold, verdrängt sie mehr Wasser.[10]
- Eine unerwartete Lösung für ein anderes Problem als das, welches man lösen wollte (Post-It-Zettel-Serendipity): Spencer Silver versuchte, einen starken Klebstoff zu finden. Er fand aber eine Substanz, die nicht besonders gut klebte. Papier, welches damit beschichtet wurde, waren in Folge die Post-It-Zettel.[10]
- Eine Lösung für ein unerwartetes oder unerfülltes Problem (Blitzschlag-Serendipity): Es ist kein bewusster Problemlösungsprozess im Gange. „Wie ein Blitz am Himmel“ geschieht etwas Unerwartetes und eröffnet neue Möglichkeiten oder löst ein zuvor unbekanntes oder ungelöstes Problem.[10]

Ohid Yaqub, Biochemiker und Spezialist für Wissenschaftspolitik und Innovationsmanagement an der University of Sussex, untersuchte Serendipity im Kontext einer zielgerichteten Forschung und stellte 2018 das folgende Klassifikationsschema vor. Er unterscheidet vier Grundtypen.:170f
- gezielte Suche löst ein unerwartetes Problem (Walpole-Typ):
 die ursprüngliche Bedeutung von Serendipity durch den „Erfinder“ der Wortes. Der Grundstein der Chemotherapie wurde so gelegt: 1943 hat eine Explosion Soldaten Senfgas ausgesetzt. Ermittler sollten herausfinden, ob es sich um einen feindlichen Bombenanschlag handelte. Stattdessen fanden sie, dass die Anzahl der weißen Blutkörperchen der Soldaten gesunken war. Es wurde die Verbindung hergestellt, dass vielleicht Senfgas oder seine Derivate Krebserkrankungen behandeln könnten, die durch die Überexpression weißer Blutkörperchen verursacht werden. 1949 wurde N-Lost (Senfgas) in den USA als erste Chemotherapie zugelassen.[45]
- gezielte Suche löst ein vorhandenes Problem auf unerwartete Weise (Merton-Typ):
  Merton fragt nicht nur nach den ursprünglichen Forschungsmotiven, sondern auch nach der Bedeutung der Entdeckung für weitere Forschungen, z. B. Goodyear entdeckte so die Vulkanisierung.
- ungezielte Suche löst ein unmittelbares Problem (Bush-Typ):
 Die Entdeckung führt zu einer nicht angestrebten Lösung, weil die Recherche nicht zielgerichtet war oder überhaupt nicht stattfand. Man kann Geschäfte besuchen, ohne die Absicht zu haben, etwas zu kaufen, aber während des Stöberns wird man an seine Bedürfnisse erinnert und daran, wie ein Produkt diese Bedürfnisse erfüllen könnte. Röntgen entdeckte so die Röntgenstrahlung, Sachharin wurde so erfunden. Auch die betäubende Wirkung von Lachgas und einige Umverwendungen von Medikamenten (Nebenwirkungen werden zu neuen Anwendungen) gehören dazu. Der Name geht auf Vannevar Bush zurück, der postulierte, dass relevante Entdeckungen oft aus entfernten und unerwarteten Quellen stammen.
- ungezielte Suche löst ein späteres Problem (Stephan-Typ):
  Entdeckungen wecken die Neugier, auch wenn sie kein unmittelbares Problem lösen und halten das Interesse wach, bis sie ein späteres Problem lösen. So erfand Édouard Bénédictus das Sicherheitsglas. Paula Stephan beschreibt es als Antworten auf noch nicht gestellte Fragen.

| Gab es eine gezielte Fragestellung?              | Zu welcher Art von Lösung hat die Entdeckung geführt?                | Zu welcher Art von Lösung hat die Entdeckung geführt?                  |
| ------------------------------------------------ | -------------------------------------------------------------------- | ---------------------------------------------------------------------- |
| ja: Suche mit einem bestimmten Problem vor Augen | Lösung des ursprünglichen Problems auf unerwartete Weise: Merton-Typ | Lösung eines anderen Problems, als das primär untersuchte: Walpole-Typ |
| nein: Suche ohne besondere Problemstellung       | Lösung eines bereits vorhandenen (bekannten) Problems: Bush-Typ      | Lösung, die auf ein Problem wartet, um es dann zu klären: Stephan-Typ  |

Diese Typologie sage wenig über die Faktoren oder Mechanismen aus, die den Arten von Serendipity zugrunde liegen. Bezogen auf die Entwicklung von Theorien in der Forschung beschreibt Yaqub vier Mechanismen. Jeder dieser Mechanismen sei bis zu einem gewissen Grad für Serendipity notwendig (während sich die Grundtypen gegenseitig ausschließen), was er anhand von Beispielen belegt.:177
- Theoriegeleitet (theory-led):
 Bei diesem Mechanismus geht es darum, dass Serendipität eine Abweichung von theoretischen Erwartungen erfordert. Ohne einen gewissen Kontrast zur Theorie kann ein Ereignis nicht dem Serendipity-Muster folgen, es sei reiner Zufall. Die Theorie oder die Erfahrung ermöglicht es jedem Beobachter, die zufällige Episode als nicht mit den Vorhersagen und Erwartungen übereinstimmend zu identifizieren
- Beobachtergeleitet (observer-led):
 Es gibt es eine unterschiedliche Verteilung von Fähigkeiten, Techniken und Talenten zwischen den einzelnen Personen und einen ungleichen Zugang zu verschiedenen Arten von Geräten, Instrumenten und anderen Ressourcen. Diese individuelle Eigenschaften können die Wahrnehmungsfähigkeit für Serendipität beeinflussen.
- Irrtumsbedingt (error-borne):
 Serendipity entspringt methodischen Abweichungen, Fehlern oder wenn z. B. etwas irrtümlich verschüttet wurde.
- Netzwerkemergent (network-emergent):
 Serendipity schließt ein Netzwerk von Handelnden ein. Netzwerke spielen eine informative Rolle, machen auf Entdeckungen aufmerksam oder es können Fähigkeiten und Ressourcen mehrerer Personen erforderlich sein. Netzwerke können Serendipity durch das Gruppendenken oder Echokammer-Effekte aber auch einschränken.

Der US-amerikanische Psychologe Dean Keith Simonton stellt die Zusammenhänge von Serendipity und Kreativität dar. Er erläutert diesbezüglich drei Fragen, die jeweils zwei Formen von Serendipity gegenüberstellen:
- Serendipity versus Pseudo-Serendipity:
 Serendipity unterscheidet sich von der Kreativität durch Verzicht auf Intentionalität (Absicht). Dennoch kann sich der Zufall mit der Absicht verbinden und zu einer Pseudo-Serendipität führen.[47] Den Begriff „Pseudo-Serendipity“ hat Royston M. Roberts 1989 eingeführt. Er soll zufällige Entdeckungen von Wegen zur Erreichung eines angestrebten Ziels (was man gesucht hat) beschreiben, im Gegensatz zur Bedeutung von „echter“ Serendipity, die zufällige Entdeckungen von Dingen beschreibt, die nicht angestrebt wurden (weil man nichts oder etwas anderes gesucht hat).[48] Als Beispiel für Pseudo-Serendipity wird die Entdeckung des Vulkanisationsverfahrens 1839 gesehen: Das Ziel war vorhanden, der gefundene Weg war überraschend. Busch merkt dazu an, dass „wahre“ Serendipity dann immer eine Änderung der Zielsetzung erfordern würde. Am Beispiel der Entdeckung DNA argumentiert er, dass fast jede Serendipity dann eine Pseudo-Serendipity wäre.[12] Simonton schätzt ebenfalls ein, dass man beide Formen schwer voneinander trennen könne, das "Stigma" Pseudo sei etwas unglücklich gewählt. Es könne dazu führen, das Phänomen herunterzuspielen, als ob solche Ereignisse in der wissenschaftlichen Kreativität eine untergeordnete Rolle spielen würden.[47]
- Externe versus interne Serendipity:
 Externe Serendipity startet mit einer externen Anregung, die nicht vorausgesehen wurde, die auch ein spezielles Instrument (Teleskop, Mikroskop u. ä.) erfordern kann. Bei interner Serendipity liegt der Ausgangspunkt „innerhalb des Gehirns“ des Wissenschaftlers. Hier führt er Henri Poincaré an, der eigentlich beweisen wollte, dass es keine Funktionen von der Art gebe, die er später Fuchs'sche Funktionen nannte.[49] Lange probierte er eine Vielzahl von Kombinationen aus, fand aber keine Lösung. Poincaré habe eines Abends entgegen seiner Gewohnheiten Kaffee getrunken und konnte nicht einschlafen. Er erlebte, dass Ideen scharenweise aufstiegen, kollidierten und schließlich eine bestimmte Klasse von Fuchsʼschen Funktionen hervorbrachten.[50] Einige Zeit später, als Poincaré für eine Exkursion in einen Pferdeomnibus einstieg, erkannte er plötzlich, dass die Transformationen, die er zuvor zur Definition der Fuchsʼschen Funktionen verwendet hatte, mit denen der nicht-euklidischen Geometrie identisch waren. Er fand eine Lösung, die im Gegensatz zu dem stand, was er ursprünglich beabsichtigt hatte.[47]
- Wissenschaftliche versus künstlerische Serendipity:
 Serendipity ist stark verbunden mit wissenschaftlicher Serendipity. Er verweist auf den kanadischen Philosophen Paul Thagard,  der 2012 geschätzt hatte, dass 1/4 der wissenschaftlichen Entdeckungen einem bemerkenswerten zufälligen Aspekt zu verdanken seien – Galilei habe nicht die Jupitermonde und van Leeuwenhook hat keine Mikroben gesucht und Röntgen war erstaunt, die Röntgenstrahlen zu entdecken.[51] Kombinatorische Kreativität gebe es in Kunst und Wissenschaft gleichermaßen. Künstlerische Serendipity diskutiert er z. B. im Zusammenhang mit dem Gemälde Guernica von Picasso. Studien haben gezeigt, dass die Hauptfiguren, aus denen sich diese Komposition zusammensetzt, in der Regel kombinatorische Wiederholungen von Bildern aus Picassos früherer Kunst darstellen. Künstler beziehen öfter als Wissenschaftler in ihre Kombinationen auf Erfahrungen beruhende Ideen ein, die bei weitem nicht bereichsspezifisch sein müssen. Belletristische Autoren schreiben über Ereignisse, die sich im täglichen Leben ereignen könnten. Auch in abstrakteren Künsten, z. B. rein instrumentaler Musik, können Kombinationen Vogelgesang, Autohupen, Kanonendonner, Zugpfeifen oder ähnliches einbeziehen.[47]

## Serendipität in der Wissenschaft
Zwischen 2008 und 2014 wurde durch den Verein der Freunde und Alumni der Bergischen Universität ein von der Firma Wiesemann & Theis gestifteter Serendipity-Preis vergeben, der Arbeiten würdigt, die ein überraschendes Ergebnis liefern oder ihre zu Beginn aufgestellte These oder wissenschaftliche Annahme schlussendlich in Frage stellen. Gründe für die Beendigung wurden nicht mitgeteilt.
Die hypothesenprüfende Forschung als Überprüfung fester Annahmen dominiert in der Wissenschaft und wird daher bei entsprechenden Qualifikationsarbeiten häufig vorausgesetzt. Eine explorative Forschung mit qualitativen Methoden und unstrukturierter Beobachtung ist in der Wissenschaft im Hintertreffen und wird vom Mainstream der Wissenschaft abgelehnt. Implizit wird aber auch dort ein explorativer Prozess verwendet, um neue Hypothesen überhaupt zu finden. Für die Entwicklung von Theorien kann explorative Forschung sehr fruchtbar und stimulierend sein.
In einer Studie wurde 2024 festgestellt, dass etwa 70 % von biomedizinischen Arbeiten zufällige Ergebnisse enthalten haben. Dazu wurden mittels eines KI-Lernalgorithmus die Finanzierungsanträge (Ziele und Erwartungen) mit den wissenschaftlichen Artikeln verglichen, indem man beiden wissenschaftlichen Kategorien zuordnete. Wenn eine Veröffentlichung eine Kategorie enthielt, die im Antrag nicht erwähnt wurde, wurde sie ls etwas Unerwartetes enthaltend angesehen. Größere Zuschüsse führten zu mehr dieser zufälligen Erkenntnisse. Es wurden 1,2 Millionen Artikel untersucht.

### Psychologische Aspekte
Steve Ayan gibt 2016 einen Überblick über diese Aspekte:
- Der kanadische Psychologe Kevin Dunbar dokumentierte ein Jahr lang die Arbeit in vier molekularbiologischen Labors. Die Gespräche drehten sich mehr als viermal so häufig um unerwartete Resultate als um das, womit man rechnete. Die Mehrzahl der Versuchsergebnisse widersprach den Hypothesen. Dunbar bestätigte damit den Befund von Robert K. Merton, der in den 1940er Jahren Wissenschaft als ein System beschrieb, welches bedeutsame Zufälle provoziere. Experimentierfreude gepaart mit genauer Beobachtung und der Bereitschaft, auch vermeintliche Fehlschläge auszuloten, seien eine Grundlage neuer Erkenntnisse.
- Der Sozialpsychologe Mitja Back untersuchte mit seinem Team, wie Freundschaften entstehen. Studienanfänger wurden per Los in einem Hörsaal verteilt. Dann stellte sich jeder kurz vor, und die anderen gaben in einem Fragebogen an, wie sympathisch sie die jeweilige Person fanden. Am Ende hatte jeder jeden bewertet. Ein Jahr später wurde geschaut, wer miteinander befreundet war. Dies hing weit weniger von den Sympathiewerten ab als von der Platzierung! Wer zufällig nebeneinandergesessen hatte, war im folgenden Jahr besonders »dicke«.
- Der Informationswissenschaftler Naresh Agarwal[56] postuliert aus einer Literaturübersicht 2015, Serendipität basiere vor allem auf zwei Faktoren: »preparedness« und »noticing« – für den Wink des Zufalls bereit zu sein und ihn im richtigen Augenblick zu bemerken.
- Sanda Erdelez[57], ebenfalls Informationswissenschaftlerin, nennt aufgrund von Interviews über unverhoffte Glücksfälle diejenigen, die von vielen solcher guten Fügungen berichteten, »Super-Encounterer« (englisch: to encounter = begegnen, auf etwas stoßen). Drei Dinge kennzeichneten sie: Sie lassen sich leicht auf Abwege führen, entscheiden schnell, was sie interessiert und was nicht, und sie haben keine Angst zu scheitern. Neugier, Flexibilität und Frustrationstoleranz seien die Kernkompetenzen der Glückspilze.[12]

Der Psychoanalytiker W. N. Evans gibt 1963 eine Interpretation der Serendipität gegen den Strom derer, die darin ein Zeichen der Offenheit und als Entdeckungsmotor sehen. Aus seiner therapeutischen Erfahrung sieht er im mentalen Prozess, der glückliche und unerwartete Entdeckungen hervorruft, ein neurotisches Symptom. Der Patient entdeckt das Unerwartete, um nicht herauszufinden, was er wirklich sucht, sondern was sein Unbewusstes zensiert. Umgekehrt ist der Franzose Didier Houzel 1987 der Ansicht, dass man sich vom Unerwarteten ergreifen lassen muss, damit der psychoanalytische Prozess in Gang kommt, um dem Patienten zu helfen, das verlorene Objekt (Objektbeziehungstheorie) wieder aufzubauen. „In der Dynamik des Transfers wird unsere Serendipität auf die Probe gestellt, dort wartet das Unerwartete auf uns und überrascht uns.“
Der britische Psychologe Richard Wisemann suchte per Zeitungsanzeige 2003 Menschen, die sich entweder extrem glücklich oder extrem unglücklich bezeichneten. In Untersuchungen wurde zuerst festgestellt, dass sich Glückspilze und Pechvögel nicht in Bezug auf Intelligenz unterscheiden. Glückspilze hätten auch keine übersinnliche Gabe, das Glück zu wittern. Als Glückspilze wurden Menschen definiert, denen scheinbar zufällig immer wieder Dinge geschehen, die sich als positiv herausstellen. Bei Pechvögeln sei das Gegenteil der Fall. Dass Glückspilze eine Art sechsten Sinn haben wurde dadurch entkräftet, dass 700 Menschen, die an der nationalen Lotterie teilnahmen, mit Fragebögen in Glückspilze und Pechvögel eingeteilt wurden. Von den 700 Teilnehmern gewannen nur 36 irgendetwas, und die Gewinner waren gleichmäßig über die Glückspilze und die Pechvögel verteilt. Die Glückspilze gingen eher davon aus, dass sie gewinnen würden. In einem Persönlichkeitstest basierend auf den „Big Five“ wurde gefunden, dass Glückspilze nicht verträglicher oder gewissenhafter sind als Pechvögel. Sie sind weniger neurotizistisch, deutlich offener und extravertierter. Außerdem ließen sich weniger schnell beunruhigen und haben weniger Stress, sie treffen auf mehr Menschen, was die Möglichkeit für potentiell glückliche Ereignisse erhöht. Sie hören stärker auf ihre Intuition und folgen ihrem Bauchgefühl. In den sieben bis acht Jahren wurden bei den Personen keine Veränderungen festgestellt. Niemand von ihnen sagte: «Früher war ich ein Glückspilz, aber jetzt bin ich ein Pechvogel.» und umgekehrt. Es wurde versucht, Übungen zu entwickeln, die dies verändern sollten: Nach vier Wochen hätten 80 Prozent der Teilnehmer ihr Glück vermehrt, durchschnittlich um 40 Prozent. Entscheidend sei die Bereitschaft gewesen, sich zu verändern. Nur ein Drittel wollte dies – die anderen wären mit der Rolle des Pechvogels eher zufrieden. Ihre Identität zu verändern sei beunruhigend. Änderbar sei, optimistischer, resilienter und offener zu werden – man könne seine Intuition stärken. Sein Buch The Luck Factor ist auch auf Deutsch erschienen.
Christian Busch stellt anhand einer Untersuchung von Wiseman die Verbindung zu Serendipity her: Glückspilz und Pechvogel haben sich in einem Experiment im Verhalten unterschieden (verlorenes Geld bemerkt oder nicht, im Cafe geschwiegen oder sich unterhalten, es als großartigen Tag empfunden): Geld gefunden, tolles Gespräch geführt oder völlig ereignislos erlebt. Beiden boten sich genau die gleichen potenziellen Möglichkeiten – nur einer „erkannte“ sie.
Bei der Entwicklung der EMDR-Therapie spielte Serendipity eine Rolle. Francine Shapiro hatte Krebs und bemerkte bei einem Spaziergang, dass die Bewegung ihrer Augen es ihr ermöglichte, weniger negative Emotionen darüber zu spüren.
Inzidentelles Lernen bzw. Implizites Lernen oder informelles Lernen  sind verwandte Konzepte: Lernen findet in Situationen statt, in denen Lernen nicht notwendig, nicht geplant oder nicht gefordert ist.

### Informationswissenschaften
Naresh Kumar Agarval hat bezogen auf die Informationswissenschaften festgestellt: Serendipity oder zufällige Entdeckung von Informationen wurde oft vernachlässigt und man hat sich tendenziell auf die zielorientierte Informationssuche konzentriert. Durch die Einbeziehung von Serendipity in Informationsverhaltensmodelle sollten die erreichten Rahmenbedingungen zur weiteren Forschung in diesem Bereich beitragen.
Die Informationswissenschaftler Olivier Ertzscheid und Gabriel Gallezot haben 2003 den Begriff der Serendipität auf die Informationssuche angewendet. Sie unterscheiden die strukturelle Serendipität, die auf einer vorherigen Klassifizierung der Dokumente beruht, von der im unstrukturierten Web entwickelten assoziativen Serendipität, im Falle einer Suche, die beispielsweise mit einer Suchmaschine durchgeführt wird.
Der Jurist Cass Sunstein fordert eine „Architektur des Zufalls“ in den sozialen Medien, um Serendipity online wieder herzustellen. Viele sind so angelegt, dass nur Ansichten angezeigt werden, die mit den bereits etablierten Überzeugungen und eigenen Meinungen übereinstimmen, was zu Echokammern oder Filterblasen führen kann. Statt einer „Informationsdiät“ soll man auch auf Ideen oder Themen stoßen, die nicht speziell ausgewählt sind. Serendipity kann so von den sozialen Medien gefördert werden und gegen die demokratiefeindlichen Polarisierungen der Gesellschaft wirken.
Es gibt auch Versuche, dass Suchmaschinen dabei helfen, „etwas zu finden, von dem Sie nicht einmal wussten, dass Sie es suchen“ und so dafür zu sorgen, dass Benutzer zufällig auf etwas Interessantes stoßen. Diesen Ansatz verfolgt z. B. de experimentelle Suchmaschine Marginalia. Es sei ein Ort für das Abseitige und Seltsame, in dem man sich verlieren kann. Auch weitere Suchmaschinen (millionshort.com, Wiby.me) wollen den Benutzern den glücklichen Zufall erleichtern. Michael Moorstedt benutzt in seinem Beitrag das Bild: Algorithmen helfen einem, im Heuhaufen namens Internet die Nadel zu finden. Doch vielleicht sollte man mehr finden und weniger suchen.
Begünstigt werden kann dies durch verschiedene menschliche Typen von Suchverhalten, welches in einer Studie von Forschern um die Physikerin Dani S. Bassett gefunden wurde. Analysiert wurden Suchen in Wikipedia (482'760 Leser, 50 Länder, 14 Sprachen) wo sich unterschiedliches Neugierverhalten zeigt. „Jäger“ würden zielstrebig nach Information suchen, das Netzwerk der Suchbegriffe sei eingeschränkt. „Tüftler“ arbeiten sich von Artikel zu Artikel, immer auf der Suche nach neuen Informationsschnipseln, die Netzwerke seien lose und breit gefächert. Die Navigation der „Tänzer“ wirke dagegen völlig unvorhersagbar und ziellos. Sie würden eine besondere Form der Neugier zeigen, indem sie unterschiedliche Konzepte, die normalerweise nicht zusammenhängen, kurzzeitig auf einzigartige Weise miteinander verknüpfen. Dies werde weiter untersucht. Es deckt sich mit Konzepten der Serendipity hinsichtlich der Herstellung neuer assoziativer Verknüpfungen – kann auch als Indiz verstanden werden, dass bestimmte Persönlichkeitsmerkmale nötig scheinen, um damit umgehen zu können und diese zu nutzen.
Es gibt Hinweise aus der Wissenschaft, dass die sogenannten Halluzinationen generativer KI-Modelle, die unwahre oder sinnlose Ergebnisse liefern können, in der Wissenschaft für bedeutende Fortschritte in der Forschung nützlich sein können – also dort, wo Dinge gefunden werden sollen, die (noch) nicht existieren. Sie haben Wissenschaftlern in den letzten Jahren dazu verholfen, Krebserkrankungen aufzuspüren, Medikamente zu entwickeln, medizinische Geräte zu erfinden, oder Wetterphänomene zu entdecken. Amy McGovern, Leiterin des amerikanischen Bundesinstituts für Künstliche Intelligenz, wird zitiert: „Aber es liefert den Wissenschaftlern tatsächlich neue Ideen. Es gibt ihnen die Möglichkeit, Ideen zu erforschen, an die sie sonst vielleicht nicht gedacht hätten.“ Dies sei besonders in der frühen Phase von Forschungsarbeiten hilfreich, die noch weniger von Analysen und mehr von Spekulationen und Eingebungen geprägt sei. David Baker, Nobelpreisträger für Chemie, gab in einem Gespräch noch vor der Verleihung des Preises an, dass Phantasieausbrüche von KI zentral dafür waren, Proteine von Grund auf herzustellen. Zehn Millionen brandneue, in der Natur nicht vorkommende Proteine habe sein Labor auf diese Weise geschaffen. Weitere Beispiele werden in einem Artikel der Zeitung Der Standard aufgeführt.

### Pharmazie
Bezogen auf die Pharmazie hält Thomas A. Ban fest: Serendipity ist einer der vielen Faktoren, die zur Wirkstoffforschung beitragen. Es hat sicherlich eine Rolle bei der Entdeckung der meisten Prototyp-psychotroper Medikamente gespielt. Der Entdeckungsprozess umfasst die Anerkennung des Potenzials der Ergebnisse auf der Grundlage des Wissens und der Vergangenheit, der Erfahrung.

## Serendipität in der Wirtschaft
Der japanische Organisationstheoretiker Ikujiro Nonaka stellte 1991 bei der Beschreibung des japanischen Wirtschaftssystems fest, dass Führungskräfte japanischer Unternehmen für ihr Innovationsmanagement das Serendipitätsprinzip zum Nutzen des Unternehmens, seiner Mitarbeiter und seiner Kunden aktiv einsetzen. Das Herzstück des japanischen Ansatzes sei die Erkenntnis, dass die Schaffung neues Wissens nicht nur eine Frage der Verarbeitung objektiver Informationen ist. Vielmehr hängt es davon ab, die stillschweigenden und oft hochsubjektiven Erkenntnisse, Intuitionen und Ahnungen einzelner Mitarbeiter zu nutzen.
Christian Busch konstatiert 2022 einen Anstieg des Interesses im Bereich der Managementstudien: In den vorherigen fünf Jahren seien über 50 % aller serendipity-bezogenen Arbeiten in den 50 führenden Managementzeitschriften (FT50-Zeitschriftenliste) veröffentlicht worden, in den letzten 10 Jahren sogar über 70 %. Dennoch sei die Forschung zur Serendipity weitgehend phänomenologisch und es fehlte eine eher interdisziplinäre, ontologische Untersuchung ihrer Zusammensetzung, ihres Vorläufers und ihrer zugrunde liegenden Dynamik. Eine umsetzbare Theorie der (kultivierenden) Serendipity habe wichtige Auswirkungen für das Management: Wie, warum und wann entsteht Serendipity im organisatorischen Kontext und können Einzelpersonen und Organisationen diesen Prozess ermöglichen (oder einschränken)? Bausteine sind
- Zufallsauslöser (serendipity trrigger):  Eine Person auf etwas Unerwartetes, Ungeplante oder Ungewöhnliches stoßen.
- Assoziation (association) als Bildung mentaler Verbindungen: Relevante unerwartete Ereignisse/Informationen zu bemerken, reicht nicht aus. Soziale Akteure müssen dem Kontext Bedeutung verleihen, neue Informationen müsse wahrgenommen und als bedeutsam angesehen werden, weil sie sozial kontextualisiert sind.  Je nach Situation kann ein ungeplantes Ereignis eine Zahl von Möglichkeiten aktivieren, die aus Problemen, Lösungen und unerwarteten Ereignissen besteht und potenzielle Problem-Lösungskombinationen (d. h. relevante Assoziationen) hervorrufen.
- Materialisierung (materialization):  Selbst wenn soziale Akteure schwache Hinweise erkennen, müssen sie die potenzielle zufällige Gelegenheit im organisatorischen Kontext in die Tat umzusetzen (d. h. verwirklichen). Die Menge  Möglichkeiten muss durch den spezifischen sozio-materiellen Kontext, der den organisatorischen „Apparat“ darstellt, zu einer spezifischen Materialisierungsmöglichkeit fixiert werden.[76]

Stefan Melbinger gibt einen Überblick, wie man mit dem „Prinzip Zufall“ neue Innovationen schaffen kann. Sein Fazit: Ob Konzerne, Mittelständler oder Start-ups: Wenn Firmen Raum schaffen für Kreativität und Vernetzung, geben sie dem Zufall eine Chance. Und investieren in die eigene Zukunft.
Martin Large gibt unter der Überschrift Zufallsfunde: Wie Serendipität die Elektronik prägt einen Überblick, dass Serendipity u. a. bei der Erfindung des Transistors, der Mikrowelle oder des Czochralski-Verfahrens eine Rolle spielte.
Christoph Drebes beschreibt, was Unternehmen tun können, um das „Aufbrechen von Silodenken“, Kommunikation auf Augenhöhe und eine veränderte Unternehmenskultur zu erreichen. Das Anbieten von Kreativräumen – Ideenküchen, wo Akteure aus unterschiedlichen Disziplinen zusammenkamen – wird heute auf digitale Plattformen verlagert. Unternehmen tun daher gut daran, Communities ins Leben zu rufen, die ein Miteinander im echten Leben fördern. Er schlägt sechs Möglichkeiten vor, wie Unternehmen Serendipity fördern können.
Ähnlich argumentiert Rahel Grunder vom Migros Pionierfonds. Finden, ohne zu suchen. Achtsamkeit für zufällige Erkenntnisse sei auch für Gründer ein wichtiges Mindset, das zum Erfolg führen kann. Sprechen, zuhören, beobachten und Durchhaltevermögen sind dabei wichtig. Sie verweist auf eine Studie des Psychologe Alex Wood, die den Einfluss der Wertschätzung von glücklichen Umständen untersuchte. Menschen, die den positiven Zufall bewusst erkennen, sind demnach selbstbewusster, haben stabilere Freundschaften und Partnerschaften und gehen besser mit Krisen um.
Thomas Dori setzt sich damit auseinander, wie man der Hoffnung auf „wundersame Fügung“ bei der Problemlösung ein wenig auf die Sprünge helfen kann. Im Arbeitskontext habe Serendipität zwei Feinde: Ziele und allzu große Fokussierung. Bei der Jagd nach Innovationen gelte: Je konzentrierter wir sind, desto mehr entgeht uns, desto blinder sind wir. Sei unsere Aufmerksamkeit erst einmal verhakt (positiv formuliert: im Flow), bekämen wir nichts mehr um uns herum mit und übersehen die Wunder am Wegesrand. Schlimmer: Das sei uns nicht einmal bewusst. Willensanstrengung („Jetzt achte ich auf Nebensächlichkeiten!“) mache es noch ärger. Zwang und Angst töten Serendipität. Ablenkung helfe. Dori unterscheidet die passive und die aktive Art, Raum für zufällige Entdeckungen zu schaffen. Passiv über die Firmenkultur und aktiv über die Einbeziehung von Mitarbeitern und Stakeholdern auf vielerlei Art.
An der Universität Hohenheim untersucht Johanna Slowik das Phänomen im Unternehmertum. Sie beschreibt Serendipität als dynamische Wechselwirkung, als Zwischenraum zwischen Individuum und der Welt - weder nur Produkt der eigenen Anstrengung noch reiner Zufall. Neben dem Zufall brauche es die Fähigkeit einer Person, das Potenzial eines unerwarteten Ereignisses zu erkennen und es zu nutzen. Dasselbe Ereignis könne Person A zu einer wertvollen Entdeckung führen, während Person B einfach daran vorbeigeht. „Der Zufall wirft den Ball, der vorbereitete Geist fängt ihn auf“ benutzt sie dafür als Bild. Menschen sehen vor allem das, was sie erwarten, was der Serendipität im Weg stehe. Sie erfordert, gewohnte Denkmuster zu durchbrechen und dem Unerwarteten Raum zu schenken. Menschen mit jahrelanger Expertise können ebenso wie Neulinge offen für Neues sein,  es bedürfe aber eines bewussten Schrittes aus der eigenen Routine. Der Rückgriff auf bewährte Tools, Modelle und Theorien könne die Effizienz steigern, aber auch den Blickwinkel verengen. Eine Möglichkeit, dem entgegenzuwirken, sieht Slowik in mehr Teamdiversität, so könnten alternative Perspektiven eingebracht, Denkmuster durchbrochen und somit glückliche Zufälle gefördert werden. Serendipität erfordere Aktivität: Wer nur auf der Couch bleibe,  verpasse 98 Prozent der Möglichkeiten. Chancen wollen aktiv genutzt und gesucht werden. Vielleicht sollten Unternehmen das Ungeplante mehr feiern, statt es reflexhaft abzulehnen. Der wahre Wettbewerbsvorteil liege nicht in der perfekten Vorhersage, sondern in der Fähigkeit, im Unerwarteten Wert zu erkennen und daraus Kapital zu schlagen.

### Fördernde Umgebung und Training
Wie das Training von „Hard Skills“ kann auch Serendipity trainiert werden. Serendipity für Einzelpersonen und Organisationen wird durch die genauere Darstellung des Konzeptes umsetzbar und Führungskräfte müssen nicht mehr davon ausgehen, dass man alles alles planen muss. Serendipity-bezogene Fähigkeiten wie Wachsamkeit und die Fähigkeit, assoziative Verbindungen herzustellen, können direkt trainiert werden. Serendipity ist ein Prozess, der beeinflusst werden kann, indem Unterstützungsstrukturen geschaffen werden und solche Lösungen auch wertgeschätzt werden.
Jacob Müllner, Professor an der Wirtschaftsuniversität Wien, fasst fünf Empfehlungen zusammen, wie Führungskräfte aktiv die Wahrscheinlichkeit von Serendipity fördern können:
- Funktionsübergreifende Zusammenarbeit: Schaffen von Gelegenheiten für Mitarbeiter  verschiedener Abteilungen, zusammenzuarbeiten und Perspektiven auszutauschen.
- Kultur der emotionalen Sicherheit: Mitarbeiter müssen sich sicher und unterstützt fühlen, wenn sie unkonventionelle Ideen teilen, ohne Angst vor Verurteilungen zu haben. Strategien müssen sicherstellen, dass jede Meinung oder Idee Gehör findet.
- Investieren in flexible Strukturen: Starre Arbeitsabläufe lassen Serendipity erst gar nicht entstehen. Flexible Rahmenbedingungen ermöglichen Experimente und Iterationen. Agile Methoden fördern adaptive Planung und erweitern den Blick für unternehmerische Chancen.
- Unterstützung, dass das Team wachsam und neugierig bleibt: Schulungen und Weiterbildungsformate sollen Fähigkeiten wie aktives Zuhören, Neugierde und Intuition fördern. Dies ermöglicht es, schwache Signale – also potenzielle Chancen – zu erkennen, die andere vielleicht übersehen.
- (Neue) Technologien, um Serendipity zu ermöglichen: Tools wie KI-gesteuerte Empfehlungssysteme können kuratierte und dennoch zufällige Begegnungen schaffen, um Mitarbeiter innerhalb eines Unternehmens zu verbinden oder sie mit unerwarteten Möglichkeiten zusammenzubringen.[9]

Neben Training in der Wirtschaft erfolgt auch Förderung und Training in der Forschung für Wissenschaftler, einen entsprechenden Überblick geben Willems u. a.

## Bekannte Beispiele

### Erfindungen und Entdeckungen
Es gibt zahlreiche bekannte bzw. bedeutende Beispiele für Serendipity bei Erfindungen und Entdeckungen, die verschiedene Formen von Serendipity repräsentieren. Wenn nach Thagard etwa ein Viertel der wissenschaftlichen Entdeckungen einem bemerkenswerten zufälligen Aspekt zu verdanken seien, wird die Liste deutlich länger sein. Es sind jene Fallbeispiele, deren Geschichte so überliefert ist, dass das zufällige Ereignis deutlich wird und was daraus im Serendipity-Sinne überraschend gemacht worden ist – selbst wenn bei den sehr frühen Beispielen die Erfinder oder Entdecker nicht bekannt sind und nur das Serendipity-Muster angenommen werden kann.

### Film und Fernsehen
Der Begriff Serendipity findet in einigen Filmen Verwendung, überwiegend US-amerikanischen Ursprungs:
- Im Film Die Vermählung ihrer Eltern geben bekannt (USA, 1961, Originaltitel: The parent trap) war „serendipity“ der Name der Camphütte, in der die Zwillinge, die nicht wussten, dass sie Schwestern waren, strafweise den Rest der Sommerferien verbringen mussten, weil sie sich im Ferienlager nicht vertrugen.
- Im Film Zusammen in Paris (USA 1964, Originaltitel Together at Paris) erklärt Richard Benson (William Holden) Gabrielle (Audrey Hepburn) die Bedeutung von Serendipity.
- Im Film Stadt der Engel (USA 1998, Originaltitel City of Angels) wird der Begriff von einem Patienten im Krankenhaus verwendet, als Seth (Nicolas Cage) herausfindet, wer einst der Patient Nathaniel Messinger war.
- Im Film Dogma (USA 1999) spielt Salma Hayek als Muse „Serendipity“ eine Hauptrolle.
- Der Film Weil es Dich gibt (USA 2001, Originaltitel: When Love is magic – Serendipity) aus dem Jahr 2001 mit John Cusack und Kate Beckinsale in den Hauptrollen greift auf das Thema Serendipität als Ursache einer Liebesgeschichte zurück.
- Die Fernsehserie Serendipity's Embrace (Korea 2024) behandelt als Liebesdrama das Szenario, wenn nach 10 Jahren einem die einstige Schulliebe über den Weg läuft.[85]
- Der Film Seaside Serendipity (Japan 2025) ist ein vorrangig an Kinder gerichteter Film, der 2025 auf der Berlinale Weltpremiere hatte. „Das Element der Überraschung sticht aus dem entspannten Stadt- und Strandleben heraus“, schreibt Elias Schäfer in einer Rezension, geht aber auf Serendipity im Titel nicht ein.[86]

## Kritik
Einige Autoren weisen auf die Gefahr hin, dass Serendipity zu einem "Modewort" geworden ist, dies zumindest im englischen Sprachraum schon deutlicher wurde. Im Jahr 2000 wurde Serendipity auf dem Londoner Literaturfestival beliebtestes Wort. Der Klang des Wortes, das Geheimnisvolle, verbunden mit einem Hauch "Sophistication" kann eine Rolle spielen. Insbesondere im Zusammenhang mit Reiseaktivitäten und der Werbung für Sri Lanka würde es verwendet. Bereits Merton habe beklagt, dass die anfänglich einzigartige Bedeutung des Wortes für ein komplexes Phänomen im Prozess der Popularisierung ausgehöhlt worden sei, was auch anderen Modeworten wie Kreativität so gegangen sei.
Während Mertons Serendipity-Pattern die Bedeutung ungeplanter Entdeckungen hervorhob, wird auch kritisiert, dass es die soziale Einbettung von Zufallsfunden, Machtungleichheiten und die Ambivalenz von Intentionalität unzureichend berücksichtigt werde. Die Debatte zeige auch, dass Serendipität weniger ein individueller „Glücksfall“ als ein sozial strukturiertes Phänomen sei.